# Долинне (Полтавський район)
Доли́нне (до 2024 року — Черво́на Доли́на) — село в Україні, у Полтавській міській громаді Полтавського району Полтавської області. Населення становить 9 осіб. До 2020 орган місцевого самоврядування — Абазівська сільська рада.

## Географія
Село Червона Долина знаходиться на березі пересихаючої річки Дідова Балка, яка через 3 км впадає в річку Полузір'я, на відстані 1 км розташовані села Витівка та Абазівка. Поруч проходять автомобільна дорога М03 та залізниця, станції Платформа 303 км і Абазівка за 1,5 км.

## Історія
12 червня 2020 року, відповідно до розпорядження Кабінету Міністрів України № 721-р «Про визначення адміністративних центрів та затвердження територій територіальних громад Полтавської області», село увійшло до складу Полтавської міської громади.
19 липня 2020 року, в результаті адміністративно - територіальної реформи та ліквідації Полтавського району (1925—2020), село увійшло до складу новоутвореного Полтавського району.
19 вересня 2024 року Верховна Рада підтримала перейменування села Червона Долина на Долинне. 26 вересня 2024 року перейменування набуло чинності.